# Eleição papal de 1216

Brasão papal de Sua Santidade o Papa Honório III

A eleição papal ocorrida em 18 de julho de 1216 resultou na eleição do cardeal Cencio, chamado de Camerario e atribuído à família Savelli, como Papa Honório III depois da morte do Papa Inocêncio III.

## Desenvolvimento
Os cardeais reuniram-se em Perúgia dois dias após a morte de Inocêncio III. Eles deliberaram no recinto, embora não seja certo se voluntariamente ou sob pressão das autoridades locais. Eles decidiram eleger o novo Papa por meio de um compromissum, isto é, não por todo o Sacro Colégio, mas pela comissão de alguns deles, com poderes pelos demais para nomear o novo Pontífice. Desta vez, o comitê incluiu apenas dois cardeais-bispos: Ugolino de Óstia e Guido de Palestrina. Nesse mesmo dia elegeram o cardeal Cencio, chamado Camerario, de 68 anos, que aceitou relutante a sua eleição e assumiu o nome de Honório III.

## Colégio dos Cardeais
Havia 25 cardeais no Colégio de Cardeais em julho de 1216, incluindo 23 cardeais da Cúria e dois "cardeais externos", que não residiam na Cúria papal. Sabe-se que 17 deles participaram da eleição:

### Cardeais participantes
- Nicola de Romanis
- Ugolino di Segni, futuro Papa Gregório IX
- Guido Papareschi
- Paio Galvão
- Cencio Cenci
- Cencio Camerario Eleito Papa Honório III
- Giovanni Colonna
- Gregorio Gualgano
- Robert Curson
- Pedro de Benevento
- Estêvão de Ceccano
- Tomás de Cápua
- Guido Pierleone
- Ottaviano dei conti di Segni
- Gregorio Crescenzi
- Niccolò Chiaramonte
- Romano Bonaventura
- Stefano de Normandis dei Conti

### Cardeais ausentes
- Bento de Porto-Santa Rufina
- Rogério de San Severino
- Leone Brancaleone, C.R.S.F.
- Guala Bicchieri
- Stephen Langton
- Pietro Sasso
- Bertrando Savelli
- Rainiero Capocci, O.Cist.